# Nixdorf Computer
Nixdorf Computer AG — компания в Западной Германии, основанная Хайнсом Никсдорфом (Heinz Nixdorf) в 1952 году. Штаб-квартира в городе Падерборн, Германия. Компания известна тем, что в 1970-х годах стала 4-й крупнейшей компьютерной компанией в Европе и всемирно известным специалистом в банковской отрасли и создании кассовых аппаратов.

## История
История компании берёт начало в 1952 году, когда её основатель создаёт вычислительные модули на электронных лампах для производителей офисной техники. Первым клиентом становится компания RWE, на мощностях которой и начинается работа. Никсдорф создаёт свою компанию «Labor für Impulstechnik». В 1960 году открывается вторая производственная площадка. Количество персонала вырастает до 40 человек. Годом позже строится собственный завод в Падеборне.
В 1960-х годах производство на заказ переводится на транзисторную технологию. Среди крупных заказчиков были Wandereer-Werke и Machines Bull.
В апреле 1968 года Хайнс Никсдорф, разработчик и производитель вычислительных модулей для вычислительных машин, приобретает основного покупателя своей продукции, компанию Wandereer-Werke в Кёльне за 17,5 миллионов немецких марок. В том же году компания получает имя Nixdorf Computer AG. Штаб квартира компании переносится в Падерборн.
Основываясь на разветвлённой торговой сети приобретённой компании Wandereer-Werke, Никсдорф развивает сеть продаж и точек сервисного обслуживания, продавая товар под собственным именем.
В 1974 году объём продаж достигает 1 миллиарда немецких марок, количество персонала превышает 10 000 человек по всему миру.
В 1984 году акции компании торгуются на немецкой бирже.
К 1985 году компания Nixdorf Computer AG имела представительства в 44 странах мира, численность персонала увеличилась до 23 000 человек, а годовой оборот составлял 4 миллиарда немецких марок.
Производственные мощности находились на 7 площадках в Германии, Ирландии, Испании, США, Сингапуре. Технология производства менялась, вместо ручного труда целесообразным стала автоматизация производств. В 1986 году умирает основатель компании и её лидер Хайнс Никсдорф. Компании не удаётся успешно преодолеть технологическую революцию в электронной промышленности 1988 года, и с этого года компания ищет покупателя. В 1990-м году компания Siemens AG получает контроль над Nixdorf Computer AG и объединяет её ресурсы со своим подразделением информационных технологий под общим брендом Siemens Nixdorf Informationssysteme AG.
В 1992 году Siemens AG доводит свою долю в предприятии до 100 %.

## Продукция

### Электронные вычислительные машины
Nixdorf Computer AG заняла нишу производителя недорогих ЭВМ для среднего и малого бизнеса, которая была неинтересна для таких крупных компаний как IBM и Siemens. Компания успешно реализовала проект универсального компьютера System 820. Компания является первым производителем-экспортёром ЭВМ в Германии. Её компьютеры продавались в США и Японии.

### Банковские терминалы
К 1974 году Nixdorf Computer AG установила 1100 банковских терминалов в отделениях Skandinaviska Enskilda Banken по всему миру.

### Банкоматы
С 1977 года команда разработчиков во главе с Udo Tewes начала создание собственного банкомата. Годом позже, 11 декабря 1978 года, первые аппараты, пройдя все тесты, были установлены в Kreissparkasse Кельна на Neumarkt. В их функционал входила выдача банковской выписки о счёте и выдача наличных. Устройства имели четырёхстрочный дисплей и клавиатуру. Пользователь вставлял карту с магнитной полосой, содержащей номер счёта, код банка, срок годности карты. Банкомат был подключён к вычислительной машине сберегательного банка. Соединение осуществлялось по американскому стандарту безопасности DES. С тех пор производство банкоматов развивалось.

### Электровелосипеды
В 1984 году Хайнс Никсдорф на своём заводе в Берлине поставил задачу по созданию электровелосипеда, проект возглавил глава направления POS-терминалов. К концу 1985 года был готов действующий прототип на основе велосипеда, 12-вольтного двигателя и аккумуляторных батарей. Устройство должно было иметь запас хода в 20 км на одном заряде. В декабре Хайнс Никсдорф лично испытал транспортное средство. После его смерти, в 1986 году, совет директоров закрыл проект как неперспективный.

### Программное обеспечение
Программный пакет COMET собственной разработки продавался с 1977 года как элемент независимой системы обработки данных Nixdorf 8870. Установленный более 100 000 раз, он сделал компанию одним из крупнейших производителей программного обеспечения в Германии.

### Другая продукция
Компания в разные годы выпускала телефонные аппараты, оборудования для аналоговой и цифровой связи, банковское оборудование. Также продавала под своей маркой изделия OEM производителей.